# Olympiahalle Innsbruck
El Olympiahalle Innsbruck, parte del complejo OlympiaWorld Innsbruck, es un recinto cerrado multiusos ubicado en  Innsbruck, Austria, capital del Tirol.

## Historia
Construido para los Juegos Olímpicos de Invierno de 1964, en ese momento tenía capacidad para 10.836 espectadores. Doce años más tarde, volvió a ser sede de las competiciones de hockey sobre hielo y patinaje artístico de Juegos Olímpicos de Invierno de 1976. 
Para acoger el Campeonato Mundial de Hockey sobre Hielo Masculino de 2005, fue reconvertido en recinto multiusos y se construyó una segunda pequeña pista de hielo adyacente al lado del arena. La capacidad del Olympiahalle, es hoy en día, según el caso, de entre 4.000 y 12.000 espectadores. Otros campeonatos deportivos importantes que ha acogido son el Campeonato Europeo de Balonmano Masculino de 2010, y un año más tarde, el Campeonato Europeo de Voleibol Masculino de 2011. 
En 2012, volvió a ser sede olímpica, en este caso en el marco de los I Juegos Olímpicos de la Juventud de Invierno, acogiendo las competiciones de patinaje artístico y patinaje de velocidad sobre pista corta. 
Entre 1994 y 2005 fue el estadio del equipo de hockey HC Innsbruck. Desde la construcción de la sala más pequeña con pista de hielo, el arena principal solo acoge los partidos de play-off.

## OlympiaWorld Innsbruck
El Olympiahalle es uno de los centros deportivos y lugares de ocio que conforman OlympiaWorld Innsbruck:
- Olympiahalle Innsbruck (multifuncional)
- Tyrolean Ice Arena (hockey sobre hielo)
- Tivoli Neu (fútbol)
- Olympic Sliding Centre Innsbruck (bobsleigh, skeleton, luge)
- Landessportcenter Tirol
- Außen-/Leichtathletikanlagen (atletismo, fútbol, patinaje de velocidad, hockey sobre hielo)
- Indoor Funsporthallen (fútbol calle, vóley playa, tenis)
- WUB Skate/BMX Halle (skateboarding, bmx, patínaje sobre ruedas)